# Friedrich Albert Gebhard

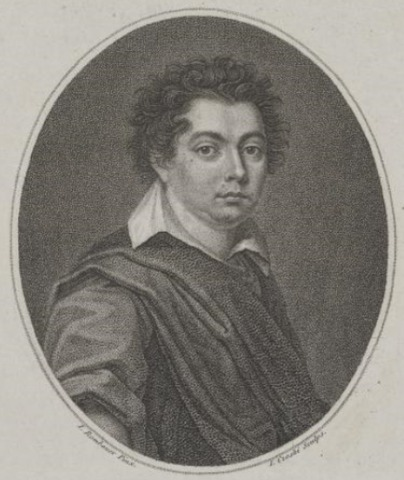
Friedrich Albert Gebhard (nach Gemälde von Johann Rombauer)

Friedrich Albert (Fjodor Fjodorowitsch) Gebhard (russisch Фёдор Фёдорович Гебхард; * 26. Juli 1781 in Heldrungen; † 18. Apriljul. / 30. April 1861greg. in Moskau) war ein sächsisch-russischer Schauspieler, Opernsänger und Dramatiker.

## Leben
Im Alter von 16 Jahren lief Gebhard aus dem Elternhaus weg, um Schauspieler zu werden. Er debütierte in Weimar.
1799 ging Gebhard ins russische Mitau und 1801 nach St. Petersburg. Dort trat er im Deutschen Theater als dramatischer Schauspieler und Opernsänger (Bass) auf. 1803 spielte er im Rigaer Stadttheater. 1805–1806 war er Schauspieler in Reval. Er schrieb zahlreiche Komödien. Seine erste Komödie Jungfer Brigitta, oder Wen wird er entführen? wurde 1809 aufgeführt. Er schrieb Libretti, so auch für Carl Traugott Eisrichs Oper Felicia, die 1818 in St. Petersburg und 1820 von einer Amateur-Truppe in Reval aufgeführt wurde, und für Alexei Titows deutschsprachige Oper Jam nach Worten von Alexander Knjaschnin.
1820–1822 war Gebhard Theaterdirektor in Reval. 1831–1833 leitete er ein Theater in Bamberg. Dann kehrte er nach Russland zurück und arbeitete in Moskau. Er veröffentlichte Gedichte. Sein Roman Arina und Wassili über das russische Leben erschien 1837 anonym in Deutschland. Er veröffentlichte eine Biografie John Fields.
Gebhard war seit 1805 mit der Schauspielerin und Sängerin Maria Hedwig geborene von Stein verheiratet und hatte fünf Kinder. Minna (Wilhelmina) Fjodorowna Gebhard war Miniaturistin (1809–1888). Polina Fjodorowna verheiratete Goedicke war Sängerin und Großmutter des Organisten und Komponisten Alexander Goedicke und der Brüder Emili, Alexander und Nikolai Medtner.
Gebhards jüngerer Bruder Johann Christian Gebhard (1786–1852) war Orchestermusiker in St. Petersburg und Wyborg und leitete dann das Militärorchester in Tavastehus. Seine Enkel waren der Maler Albert Gebhard und der Ökonom Hannes Gebhard.